# Eois memorata
Eois memorata là một loài bướm đêm trong họ Geometridae.